# Nozizwe Madlala-Routledge
Nozizwe Charlotte Madlala-Routledge (KwaZulu-Natal, 29 de juny de 1952) és una política sud-africana que va ser viceministra de Defensa de 1999 a abril de 2004 i viceministra de Salut d'abril de 2004 a agost de 2007. El president Thabo Mbeki la va cessar del seu càrrec el 8 d'agost de 2007, després d'una conferència sobre la SIDA a Espanya, encara que va mantenir el seu càrrec en el grup parlamentari del Congrés Nacional Africà. El 25 de setembre de 2008 va ser designada vicepresident de l'Assemblea Nacional; va romandre en el càrrec fins a la seva dimissió al maig de 2009. Va ser membre del Partit Comunista sud-africà fins a 1984.

## Biografia
Madlala- Routledge va matricular-se en el Seminari Inanda, una escola secundària per a nenes a Durban. Més tard, va estudiar a les Universitats de Natal i Fort Hare, on va obtenir un títol en Ciències Socials, especialitzant-se en Filosofia i Sociologia. A més, la seua formació abasta diplomes en Educació d'Adults (postgrau) i Tecnologia Mèdica.
Després d'acabar la seua formació Nozizwe Charlotte Madlala-Routledge treballà durant sis anys com a tècnic de laboratori mèdic. També va treballar com a investigadora al Centre d'Estudis Socials i Desenvolupament (CSD) i al Centre d'Educació d'Adults (CAU) de la Universitat de Natal (actualment Universitat de KwaZulu-Natal). Mentre treballava al CAU, fomà part d'un projecte d'investigació que ajudava a fer lectures fàcils per als adults acabats d'alfabetitzar.
El 1979, Madlala- Routledge va uni-se a la resistència del Congrés Nacional Africà (ANC). El 1983, va ajudar a formar i es convertí en presidenta de l'Organització de Dones de Natal, una filial del Front Democràtic Unit. La seua implicació amb els objectius de l'organització fou tan gran que deixà el seu treball i durant tres anys va treballar com a organitzadora de temps complet per a l'organització.
Durant aquest temps, va ser detinguda i reclosa en règim d'aïllament durant un any. El 1984, Madlala- Routledge es va unir al Partit Comunista Sud-africà (SACP) i esdevingué president regional del partit a Natal. Més tard va ser triada per a entrar al seu Comitè Central. El 1990, Madlala- Routledge va servir en el Comitè Executiu Nacional de la Coalició Nacional de la Dona i va ser delegada en les negociacions de Codesa. Va exercir com a secretària Directiva del subconsejo d'Estatut de la Dona dins el Consell Executiu Transitori, i va formar part de l'equip que es va encarregar de redactar la política de Empoderament de les Dones, dins el Programa de Reconstrucció i Desenvolupament.
Des de 17 juny 1999 fins al 2004, Madlala- Routledge va ser el viceministre de Defensa en el Govern de Sud-àfrica, el que la convertí en la primera dona en ocupar aquesta posició. Més tard, Madlala- Routledge va ser nomenada viceministre de Salut de l'abril de 2004 fins al 2007. També fou membre d'un comitè de la llista d'Assumptes de la Terra i del Comitè Parlamentari sobre la Millora de la Qualitat de Vida i la Condició de la Dona. Madlala- Routledge fou la segona vicepresidenta del Comitè de Coordinació de les Dones Parlamentàries, un organisme afiliat a la Unió Interparlamentària. També forma part d'una sèrie d'organitzacions, entre elles una xarxa de dones líders locals.
El 2007, l'expresident Thabo Mbeki la va acomiadar del seu càrrec com a viceministre de Salut. A partir de 2008 el 10 de maig 2009 Madlala-Routledge va ocupar el càrrec de vicepresident de l'Assemblea Nacional.
Madlala-Routledge és una de les polítiques més respectades del país per la seva lluita contra la SIDA a Sud-àfrica. S'ha enfrontat fins i tot a polítics del seu partit que menysvaloren l'epidèmia. També s'ha oposat a l'ús de remeis naturals contra el VIH en comptes de mètodes científicament provats.

## Premis
Ha rebut el Premi Tanenbaum Peacemakers pel seu treball a Sud-àfrica i té un doctorat honoris causa per la Universitat de Haverford, Pennsilvània.